# Línguas galaico-portuguesas

Mapa cronológico mostrando o desenvolvimento das línguas galaico-portuguesas (Portuguese/Galician).

As línguas galaico-portuguesas (também galego-portuguesas ou portugalegas) são uma subdivisão dentro das línguas ibero-ocidentais. Compreendem as línguas originadas na região ocidental da Península Ibérica, que têm o protogalego-português (ou galego-português, simplesmente) como a protolíngua.
Pertencem a este grupo as seguintes línguas:
- Galego
- Fala da Estremadura
- Galego de Asturias
- Judeu-português
- Português